# Mehrow
Mehrow ist ein Ortsteil der Gemeinde Ahrensfelde östlich von Berlin. Das ehemals eigenständige Dorf wurde zusammen mit anderen früher selbstständigen Orten der Umgebung im Jahr 2003 eingemeindet.

## Lage
Mehrow liegt östlich der die Berliner Stadtgrenze bildenden Wuhle auf dem Barnim-Höhenzug. Die mittlere Höhe beträgt 60–65 m ü. NN.
Der Ortsteil befindet sich nicht, wie Ahrensfelde oder Lindenberg, an einer der Radialen von Berlin ins Umland, sondern liegt genau zwischen diesen an den Hauptstraßen von Ahrensfelde in den benachbarten Ortsteil Eiche sowie den Ortsteil Hönow der angrenzenden Gemeinde Hoppegarten.
Mehrow verfügt neben dem Dorfkern über ein weiteres Siedlungsgebiet namens Trappenfelde, das sich unweit des Berliner Rings an der Straße nach Altlandsberg befindet.

## Geschichte

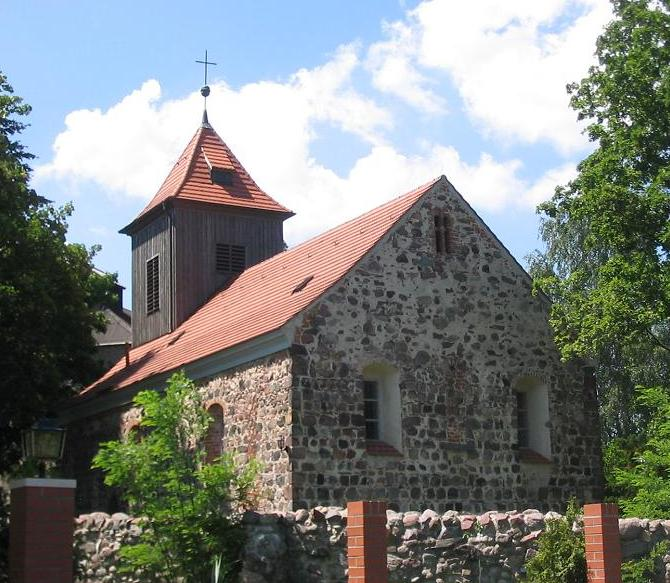
Dorfkirche Mehrow (Rückansicht)

Mehrow ist etwa um das Jahr 1300 entlang der historischen Verbindung von Köpenick nach Bernau entstanden. Die erste urkundliche Erwähnung des Ritterlehens geht aus einer Urkunde vom 12. Mai 1327 hervor, in der der ehemalige Besitzer Alvericus von Snetlingen das Lehen an Reinicke von Berlin übergab. Der Besitz wechselte in den Folgejahren mehrmals und ging im 16. Jahrhundert an die Adelsfamilie Britzke über. Diese waren bis 1716 Herren über Mehrow. 1725 brannte ein Großteil der Dorfkirche nieder, lediglich die aus Feldsteinen errichteten Mauern blieben erhalten. Danach erhielt der Bau seinen hölzernen Turm und 1828 neue Glocken.
Die beginnende Industrialisierung gegen Ende des 19. Jahrhunderts führte auch zum Ausbau von Mehrow. Neben einer Dorfschule entstand östlich des Dorfkerns ein Vorwerk, das 1888 den offiziellen Namen Trappenfelde erhielt. Ab 1900 befand sich Mehrow im Besitz des Berliner Industriellen Robert Stock, der zudem drei weitere Güter erwarb. Er hielt das Gut bis zu seinem Tod 1912. Das Gut selbst wurde 1937 aufgelöst, parzelliert und anschließend an SS-Angehörige vergeben.
Seitens der Naziregierung war der Bau eines Gemeinschaftshauses für die Ertüchtigung junger Menschen im Sinne des Nationalsozialismus in Mehrow geplant. Die Skizzen und Baupläne lieferte das Berliner Architekturbüro Böhmer & Petrich im Jahr 1935.
Während des Zweiten Weltkrieges blieb Mehrow von Kampfhandlungen oder Zerstörungen nahezu verschont. Das Land wurde nach Kriegsende 1945 im Zuge der Bodenreform an Neubauern und Flüchtlinge aus den Ostgebieten verteilt. 1954 ging daraus die LPG Mehrow hervor, die später mit der benachbarten LPG Blumberg vereinigt wurde. Im Jahr 1990 erfolgte deren Auflösung.
Nach der Wende 1990 erlebte Mehrow im Gegensatz zu den Nachbardörfern einen vergleichsweise geringen Zuzug aus Berlin, da sich der Ort nicht an einer Hauptverkehrsstraße befindet und eine direkte Verbindung nach Berlin (unter Umgehung von Ahrensfelde oder Eiche) fehlt. Am 26. Oktober 2003 wurde Mehrow zusammen mit den Dörfern Blumberg, Eiche und Lindenberg in die neue Gemeinde Ahrensfelde-Blumberg eingegliedert, die am 1. Oktober 2004 in Ahrensfelde umbenannt wurde.

## Politik

### Bürgermeister
Ortsvorsteher von Mehrow ist Bernhard Wollermann (SPD). Bei den Kommunalwahlen am 25. Mai 2014 wurde er mit 168 von 233 gültigen Stimmen gewählt. Amtsvorgängerin war Beate Unger.

### Wappen
Wappenbeschreibung für den  Ortsteil: Der rot-weiße schmale Schrägbalken mit Spickelschnitt teilt das Wappen in Gold mit schwarzer Egge und in Grün mit einer goldenen Trappe.
Symbolik: Im oberen linken Feld die schwarze Egge nimmt  Bezug zur landwirtschaftlichen Prägung des Dorfes. Der rot-weiße Spickelschnitt verdeutlicht durch seine Farbgebung die Zugehörigkeit zur Mark Brandenburg.  Im unteren rechten Feld stellt  die Trappe sinnbildlich den Ortsteil Trappenfelde dar. Das Grün symbolisiert die Waldgebiete in dieser Gegend.
Das Wappen wurde Ende 2002 vom Erfurter Heraldiker Frank Diemar gestaltet. Seit der 675-Jahr-Feier im Jahr 2002 schmückt es diverse öffentliche Einrichtungen im Ort.

## Sehenswürdigkeiten
- Dorfkirche aus dem 13. Jh.

## Kultur
In Mehrow wurde im Jahr 2005 das Laienkabarett Mehrower Varieté e. V. gegründet. Das Kabarett ist auch in anderen Gemeinden des Landes Brandenburg aktiv.
Im Frühjahr 2011 gründeten Bürger des Ortes den Verein Mehrow 21 e. V., der sich für Transparenz bei kommunalen Entscheidungen,  Basisdemokratie und eine nachhaltige Dorfentwicklung einsetzt.

## Personen (Auswahl)
- Dana Guth (* 1970), Politikerin (parteilos, ehemals AfD)